# Среднеякушкинское сельское поселение
Среднеяку́шкинское се́льское поселе́ние — муниципальное образование в составе Новомалыклинского района Ульяновской области. Административный центр — село Средняя Якушка. 

## Население
| 2010  | 2012  | 2013  | 2014  | 2015  | 2016  | 2017  |
| ----- | ----- | ----- | ----- | ----- | ----- | ----- |
| 2398  | ↗2429 | ↗2442 | ↗2447 | ↘2419 | ↘2393 | ↘2387 |
| 2018  | 2019  | 2020  | 2021  |       |       |       |
| ↗2391 | ↘2333 | ↘2298 | ↘2089 |       |       |       |

## Состав сельского поселения
В состав поселения входят 5 населённых пунктов: 4 села и 1 разъезд.
| № | Населённый пункт | Тип населённого пункта       | Население |
| - | ---------------- | ---------------------------- | --------- |
| 1 | Верхняя Якушка   | посёлок                      | ↘742      |
| 2 | Нижняя Якушка    | село                         | ↘547      |
| 3 | Обамза           | разъезд                      | 0         |
| 4 | Средняя Якушка   | село, административный центр | ↘745      |
| 5 | Старая Малыкла   | село                         | ↘364      |